# Pressure Points
Pressure Points – koncertowy album brytyjskiej grupy Camel wydany w 1984 roku. Został nagrany podczas koncertu w Hammersmith Odeon w Londynie 11 maja 1984. Zawiera materiał z pięciu płyt - The Snow Goose, I Can See Your House From Here, Nude, The Single Factor i Stationary Traveller. Na utworach z The Snow Goose, tj. "Rhayader" i "Rhayader Goes to Town" na instrumentach klawiszowych gra Peter Bardens.

## Lista utworów
1. "Pressure Points" (7:17) – Latimer
2. "Drafted" (3:51) – Hoover, Latimer
3. "Captured" (3:02) – Latimer, Schelhaas
4. "Lies" (5:16) – Hoover, Latimer
5. "Sasquatch" (4:09) – Latimer
6. "West Berlin" (5:19) – Hoover, Latimer
7. "Fingertips" (4:48) – Hoover, Latimer
8. "Wait" (4:28) – Latimer, McBurnie
9. "Rhayader" (2:29) – Bardens, Latimer
10. "Rhayader Goes to Town" (6:05) – Bardens, Latimer

## Muzycy
- Colin Bass – gitara basowa, śpiew
- Paul Burgess – perkusja
- Richie Close – instrumenty klawiszowe
- Andrew Latimer – gitara, śpiew
- Chris Rainbow – instrumenty klawiszowe, śpiew
- Ton Scherpenzeel – instrumenty klawiszowe

Gościnnie:
- Peter Bardens – instrumenty klawiszowe na "Rhayader" i "Rhayader Goes to Town"
- Mel Collins – saksofon na "Fingertips"